# The Goonies (Konami)
The Goonies is een computerspel dat werd ontwikkeld en uitgegeven door Konami. Het spel werd in 1986 uitgebracht voor de MSX, Nintendo Entertainment System en de PC-88.
Het spel is gebaseerd op de Amerikaanse film The Goonies uit 1985. Het computerspel is een platformspel met zes levels. De bedoeling van elk level is de zeven Goonies te redden. Met de sleutels, die de speler vinden kan, kunnen de gevangenissen waarin de Goonies zijn opgesloten worden geopend. Op de zoektocht naar de Goonies wordt de speler gehinderd door allerlei tegenstanders, zoals stuiterende schedels, schietende mannetjes, vallende stenen, watervallen en heet water spuitende pijpleidingen.
Tijdens het spel kan de speler bijzondere voorwerpen bemachtigen, zoals:
- schoenen : om sneller te lopen
- regenjas : bescherming tegen watervallen
- helm : bescherming tegen vallende stenen

Het level van het spel kan via een wachtwoord bewaard worden. Het spel kan door maximaal één speler gespeeld worden.

## Platforms
- MSX (1986)
- NES (1986)
- PC-88 (1986)
- Sharp X1 (1986)
- Commodore 64 (1986)

## Ontvangst
| Beoordeeld door                       | Uitgave | Platform | Score |
| ------------------------------------- | ------- | -------- | ----- |
| 1UP!                                  | 2007    | NES      | 87%   |
| NES Archives                          | 2008    | NES      | 83%   |
| Digital Press - Classic Video Games   | 2003    | NES      | 80%   |
| ACE (Advanced Computer Entertainment) | 1989    | NES      | 67%   |
| SwankWorld                            | 2004    | NES      | 50%   |